# Carolina Tejera
Nelly Carolina Tejera (Caracas, Venezuela, 1976. október 14. –) venezuelai–mexikói színésznő, modell.

## Magánélete
Édesanyja spanyol-mexikói, édesapja mexikói származású. 
2006. március 4-én hozzáment Don Stockwell Costa Rica-i üzletemberhez. 2006. augusztus 2-án adott életet első gyermekének, Michael Aslan Stockwell Tejerának. 2011. május 5-én elvált férjétől.

## Pályafutása
17 évesen játszotta első szerepét a Rosangélica című szappanoperában, majd számos telenovellában szerepelt. A magyarországi nézők elsősorban a Tiltott szerelem (Mujer Secreta), a Vadmacska (Gata Salvaje) és A liliomlány (Inocente de tí) című sorozatokból ismerhetik. A színészet mellett TV-s fellépéseket vállalt, magazinokban és a kifutókon is szerepelt.

## Filmográfia

### Televízió
- Top Chef VIP (2024) .... Önmaga
- Cosita linda (2014) .... Tiffany Robles
- Több mint testőr (Corazón valiente) (2012) .... Lorena Barrios  (Magyar hang: Dögei Éva)
- Szalamandra (Mi Corazón Insiste...en Lola Volcán) (2011)  .... Diana Mirabal  (Magyar hang: Agócs Judit)
- Aurora (2010–2011)  .... Clara Amenabar
- Alguien te mira (2010)  .... Valeria Stewart
- Valeria (2008)...Miroslava Montemar
- Lola, érase una vez (2007) .... Samara Romero
- A liliomlány (Inocente de Ti) (2004)....Nuria Salas (Magyar hang: Mezei Kitty)
- Lorenzo asszonya (La Mujer de Lorenzo) (2003)....Laura Garrido de Almeida (Magyar hang: Debelka Mária)
- Vadmacska (Gata Salvaje) (2002) .... Eva Granados de Arismendi (Magyar hang: Törtei Tünde (Viasat 3) / Győrffy Laura (Izaura TV)
- Carissima (2001) .... Marbella Vallemorin
- Hay Amores que Matan (2000) .... Amanda Santacruz
- Tiltott szerelem (Mujer Secreta) (1999) ....Eugenia Sanchez de Landaeta (Magyar hang: Németh Borbála)
- Reina de corazones (1998)  ....Mesalina
- Volver a vivir (1996)....Angel

### Önmaga
- Bailando por un Sueño in Costa Rica (2007)
- Noche de estrellas: Premio lo Nuestro 2005 (2005)
- Premio lo Nuestro a la música latina 2005 (2005)
- Noche de estrellas: Premios juventud 2004 (2004)